# 神戸貴子
神戸 貴子（かんべ たかこ、1974年8月20日 - ）は、日本の看護師。

## 人物
福岡県朝倉市出身。公立社総合病院（現・加東市民病院）、米子市健康対策課などを経て起業する。自らの子育てや介護の経験から、現在の介護保険適用サービスでは介護をする側の人に対するサービスが行き届いていないことを実感。自らが苦労した経験を生かし、より良い介護サービスを提供したいという思いから、介護・育児をサポートする「わたしの看護婦さん®」のサービスを開始。また、介護保険外サービスのスペシャリスト養成機関として「遠距離介護支援協会」を設立。取材多数。講演、コンサルティングも行う。

## 活動
- N.K.Cナーシングコアコーポレーション合同会社 代表
- 遠距離介護支援協会 代表
- NPO法人ライセンスワーク 理事長
- Office Main. 代表
- 鳥取県規制改革委員

## 受賞歴
- 2016年
  - ごうぎん起業家大賞　スタートアップ部門　努力賞
- 2017年
  - 鳥取県ビジネスプランコンテスト　起業女子部門　奨励賞
- 2018年
  - 中国地域女性ビジネスプランコンテスト 中国経済産業局長賞[1]
  - 内閣府 女性のチャレンジ賞 男女共同参画担当大臣賞[2]
  - 全国商工会議所女性会 女性起業家大賞 スタートアップ部門 優秀賞[3]
- 2019年
  - 日本政策投資銀行主催　女性新ビジネスプランコンテスト　ファイナリスト[4]
  - 東京都知事賞　女性の翔き賞(2019年)
  - 国際ソロプチミスト米子 クラブ賞(2019年)